# Перевертень

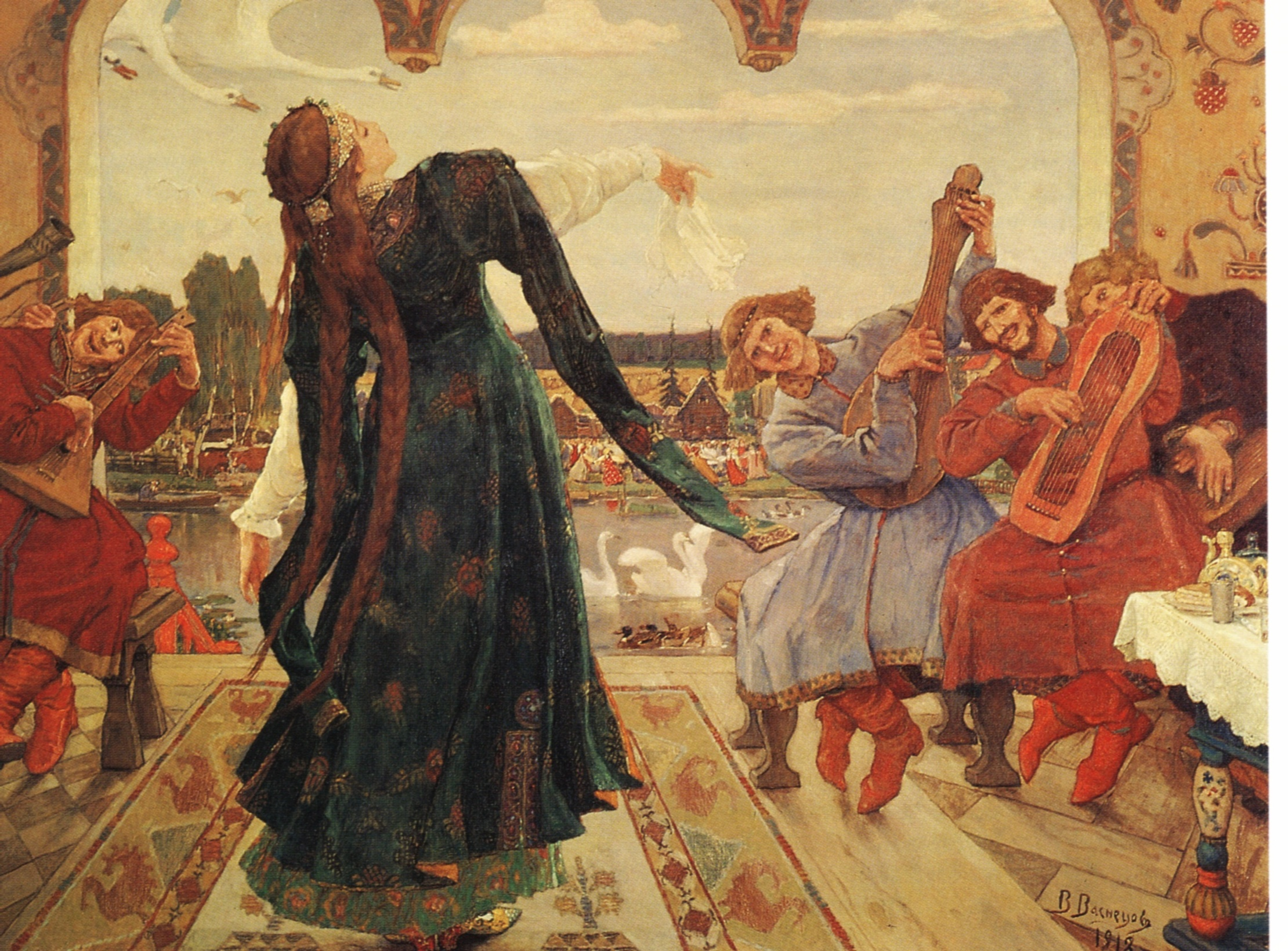
В. Васнецов. Царівна-жаба. 1918

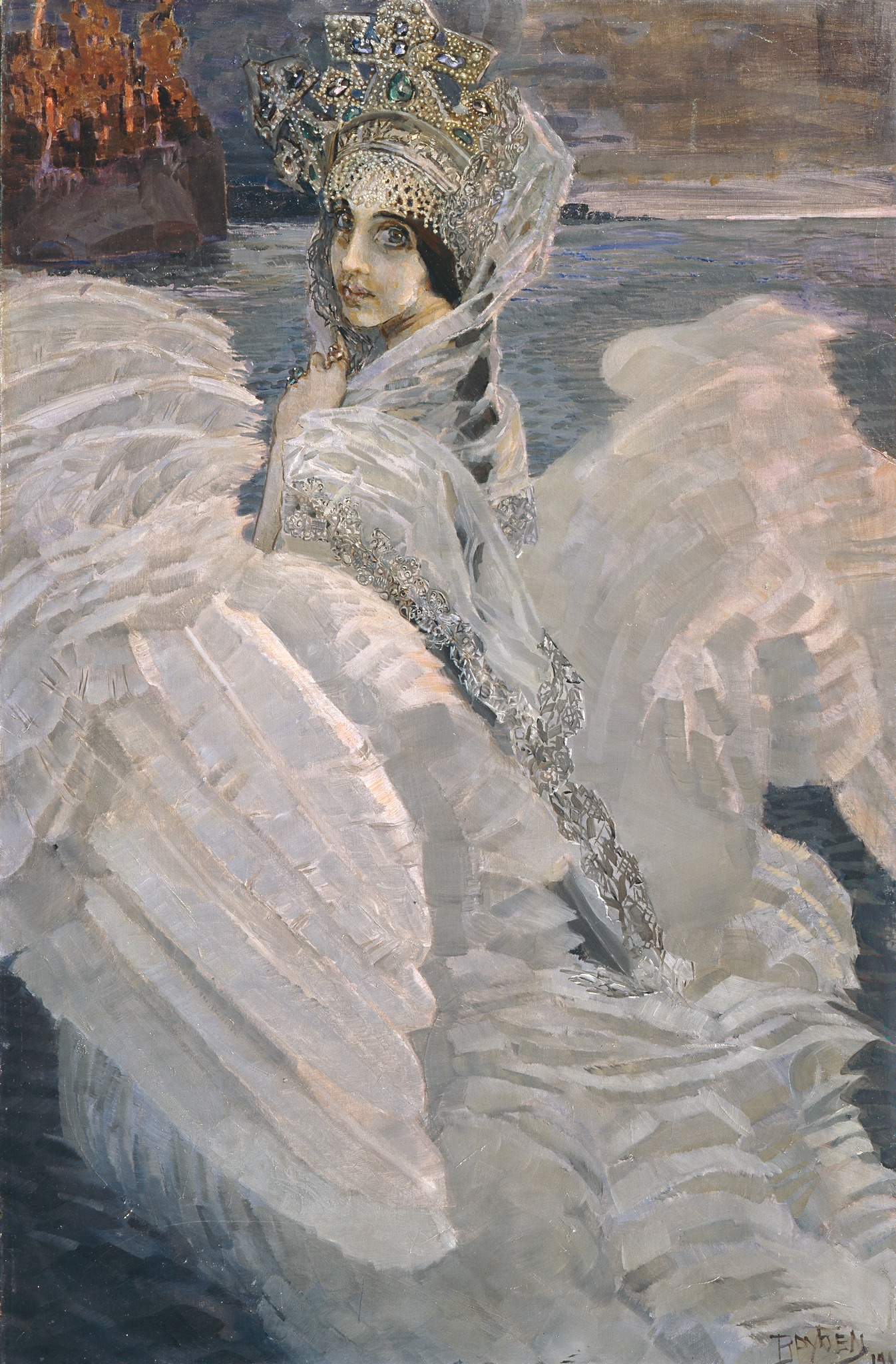
М. О. Врубель. Царівна-Лебідь («Казка про царя Салтана»). 1900

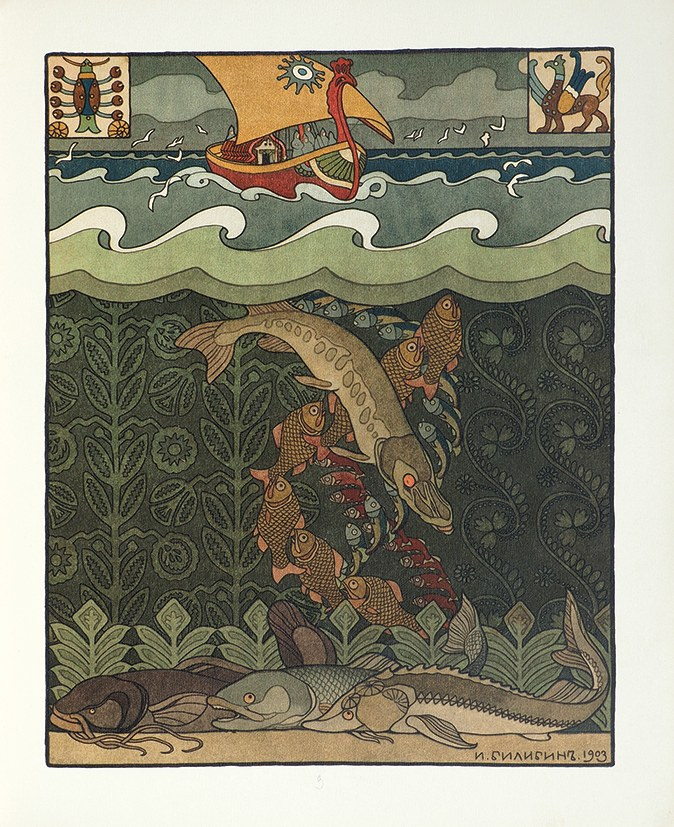
І. Я. Білібін. «Обернувся Волх рибиною-щучиною», Ілюстрація до билини «Волх». 1904

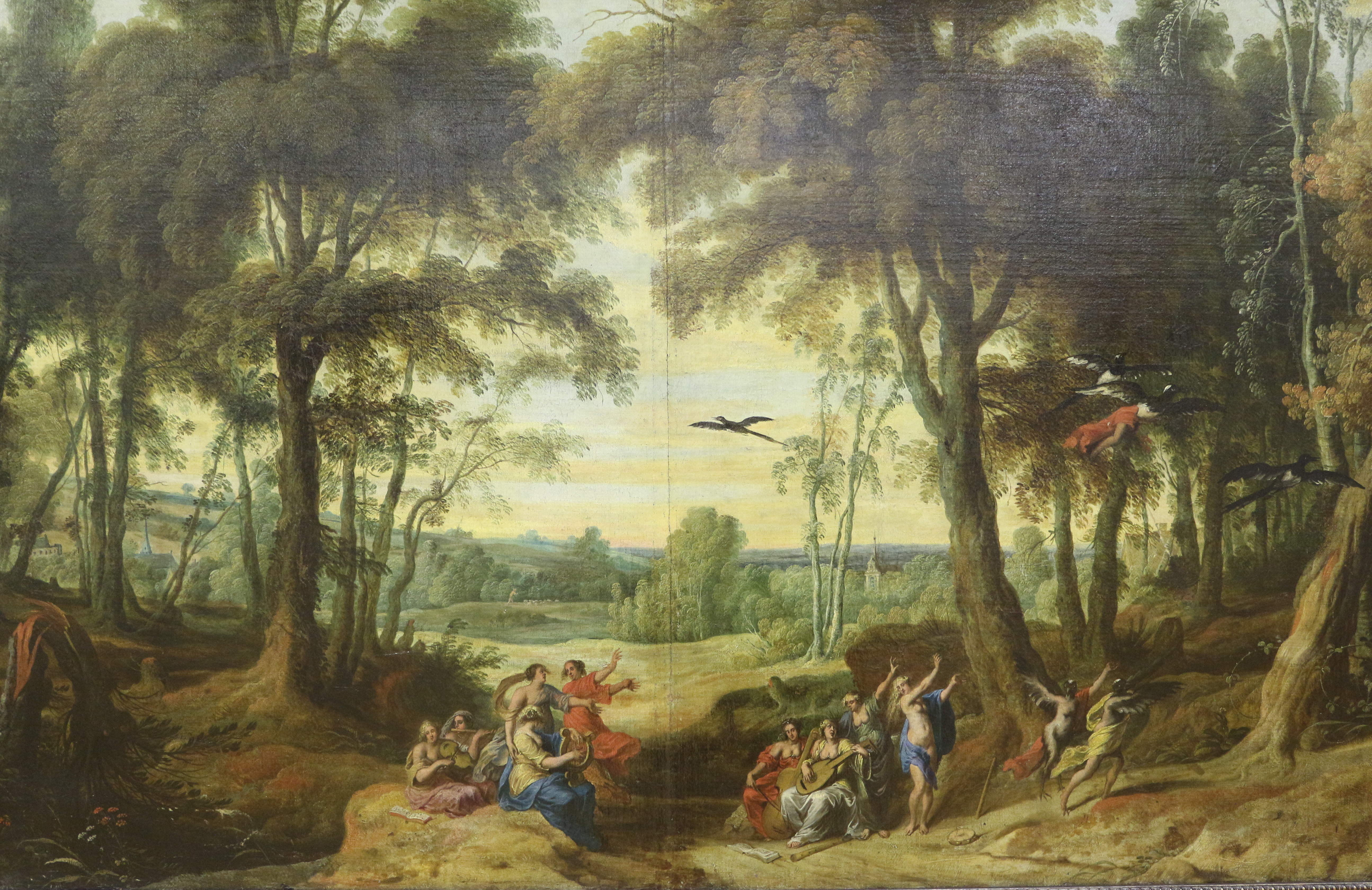
Ян Вільденс. Перетворення жінок у сорок

Пере́вертень — міфічна істота, здатна тимчасово змінювати свою подобу магічним шляхом, перетворюючись (обертаючись, перекидаючись) з людини на іншу істоту, рослину чи предмет, і навпаки. В європейському фольклорі найхарактернішим образом перевертня є людина-вовк вервольф (лікантроп), у слов'янській міфології відомий як вовкулака.

## У міфології
Перетворення людини на тварину — дуже поширений сюжет у міфологіях різних народів світу. Так, у «Слові о полку Ігоревім» описується захоплення Новгорода Всеславом Полоцьким і битва на Немізі. Всеслава представлено чаклуном і перевертнем. А в етнічній культурі північноамериканських індіанців обернення на тварину-тотем племені є показником вищого злиття з духом предка. Богатир російських билин Волх Святославич обертався на «лева-звіра», «рибу-щучину», «гнідого тура-золоті роги», «малим горностаюшкою», «малим птахом-пташицею» й іншими тваринами. У російському фольклорі Вогняний змій може обертатися на красивого юнака й так відвідувати жінок, а Кощій Безсмертний володіє здатністю перетворення на різних істот. У тюркській міфології перевертні — гульябані згадуються як злі особистості, що мешкають у безлюдних місцях і лякають подорожніх.
На відміну від більшості повір'їв західних країн, «російський» перевертень може обернутися не тільки на тварин, але і на шматок палиці, копицю сіна, клубок, камінь. Перед перетворенням завжди б'ється об землю. Вважалося, що подібний перевертень — це дитя, яке померло нехрещеним, або віровідступник, душа якого «проказить мимоволі». На Півночі перевертня часто іменували «кікіморою». Властивість перевертнів приписували домовикові та відьмі. Прокляті та нехрещені діти чи відьми могли набувати різних речових виглядів і потім теж обертатися на тварин.
У слов'янській міфології вважалося, що перевертень — це перетворена чаклуном у вовка людина, і тому вона могла зберігати повне усвідомлення своєї належності до людського роду та лише зовні нагадувала звіра. Вважалося, що повернути йому колишній людський вигляд цілком реально: для цього слід було надягнути на вовкодлака знятий з себе пояс, в якому були зроблені вузли, при нав'язуванні яких щораз вимовлялося «Господи, помилуй!». Одягнувшись у такий пояс, вовкодлак одразу втрачав шкіру та поставав у людській подобі.
У художньому творі Брема Стокера «Дракула» вампір є також перевертнем: граф постає в кількох іпостасях: старий, молодий красивий чоловік, велетенський кажан, туман і великий чорний пес.
Вважалося, що перевертні можуть бути вродженими й оборотними. Вроджені — це ті, хто несе родове прокляття або в разі, якщо вагітна жінка несподівано побачить вовка чи з'їсть м'ясо тварини, яку вбив вовк.
Перевертні бувають двох видів: ті, які перетворюються на звірів за власним бажанням (за допомогою чаклунських заклинань або інших магічних ритуалів), і хворі на «лікантропію» — хворобу перетворення на тварин. Відрізняються один від одного вони тим, що перші можуть перетворюватися на тварин у будь-який час дня та ночі, не втрачаючи при цьому здатності мислити по-людськи розумно, а інші — лише вночі (здебільшого в повню), всупереч своїй волі, при цьому людська сутність заганяється глибоко всередину, вивільняючи звіриний початок. При цьому людина не пам'ятає, що вона робила, бувши у звіриній подобі.
Згідно з повір'ями, перевертні можуть володіти багатьма видатними здібностями (що перевищують можливості не тільки людини, але і тварини): надприродною силою, спритністю та прудкістю, довгим життям, нічним зором та іншими.

## Витоки образу

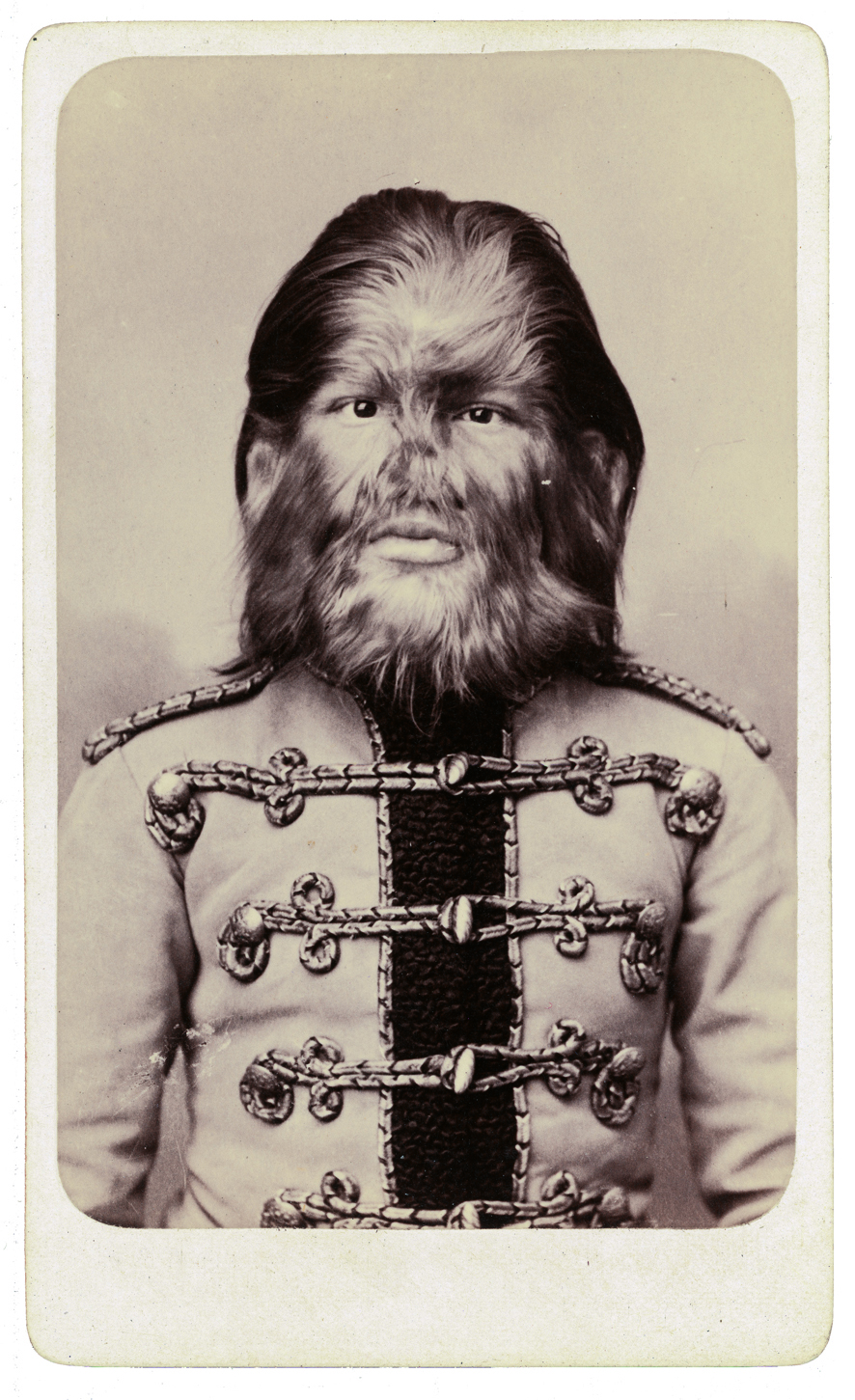
Федір Євтихієв — «людина-собака» (портрет 1880-х)

Фольклорний образ перевертня може бути пов'язаний зі психіатричним розладом «клінічна лікантропія», при якому людина вважає себе будь-якою твариною, наприклад — вовком. Перший відомий опис перевертництва навів грецький лікар Марцелл Сідійський (II століття н. е.), пізніше достатньо багато випадків захворювання наводили судові лікарі під час процесів середньовічної інквізиції.
Інше генетичне відхилення, «вроджений гіпертрихоз», викликає рясний ріст волосяного покриву на обличчі та верхній частині тулуба. Перший задокументований опис гіпертрихозу в одній мексиканській сім'ї проведено 1984 року групою з Університету Гвадалахарі, під керівництвом Хосе Марії Канту. Історично, народжені з цим відхиленням часом влаштовувалися на роботу до цирку, де виступали для розваги публіки як «перевертні» чи «людиномавпи».

## У культурі та мистецтві
Тема перевертнів здавна присутня у фольклорі різних народів, популярна в літературі, кінематографі. Найбільшого поширення в мистецтві отримав образ перевертня-лікантропа, інші образи зустрічаються рідше. Багато рис сучасного образу перевертнів, як-от зараження через укус і вразливість до срібних куль, з'явилися лише в XX столітті, завдяки кінофільмам.
Першим фільмом, який присвячено перевертням, є німий фільм «Перевертень», що вийшов 1913 року. Після нього були ще кілька німих фільмів про перевертнів. Першим фільмом з озвученням був німецький фільм «Le Loup Garou». 1935 року студія Universal Pictures випустила фільм «Лондонський перевертень», а 1941 року — «Людина-вовк». Ці фільми позначили багато стереотипів зовнішності та поведінки кінематографічних перевертнів.

## Відомі різновиди перевертнів
- Лікантроп[ru] — перевертень, який набуває вовчого чи подібного вовчому вигляду.
  - Вовкулака чи вовкодлак — лікантроп у слов'янської міфології.
  - Вілктакі[ru] — лікантроп у литовській міфології.
  - Вервольф — лікантроп у німецькій і англосаксонської міфології.
  - Мардагайл — лікантроп у вірменській міфології.
  - Юха — лікантроп у татарській міфології.
  - Бісклаверт — лікантроп у бретонській традиції.
  - Ульфхеднар — дослівно «вовкоголові» — людина, яка обертається вовком в скандинавської міфології.
- Берсерк — у скандинавському епосі воїн, скажений як вовк і сильний як ведмідь (висловлюються сумніви в тому, що скандинави дійсно пов'язували берсерків із перевертництвом[16]).
- Хулі-цзін або Ху-яо (Яо-ху) — лисиця-перевертень у китайській міфології.
- Кіцуне — лисиця-перевертень у японській міфології.
- Танукі — єнот.
- Лугару[ru] — людина з вовчою головою чи «гібрид» людини з собакою, свинею, коровою чи навіть курчам (зазвичай білим).
- Шелки[ru] — люди-тюлені в кельтській міфології.